# Quirguistão nos Jogos Olímpicos de Verão de 2004
O Quirguistão competiu nos Jogos Olímpicos de Verão de 2004, em Atenas, na Grécia.

## Medalhas

### Natação
Masculino
| Atletas        | Evento      | Baterias  | Baterias | Semifinal | Semifinal | Final       | Final       |
| Atletas        | Evento      | Marca     | Posição  | Marca     | Posição   | Marca       | Posição     |
| -------------- | ----------- | --------- | -------- | --------- | --------- | ----------- | ----------- |
| Vasily Danilov | 400 m livre | 4min15s32 | 44º      |           |           | Não avançou | Não avançou |